# Stryn (village)
Stryn est une ville du comté de Vestland, centre administratif de la kommune de Stryn en Norvège.